# Satoshi Watanabe (Physiker)
Satoshi Watanabe, auch Satosi Watanabe,  (* 26. Mai 1910 in Tokio; † 15. Oktober 1993 ebenda) war ein japanischer Physiker und Wissenschaftsphilosoph.
Watanabe studierte Physik an der Kaiserlichen Universität Tokio bei Torahiko Terada mit dem Abschluss 1933 und ging dann nach Paris zu Louis de Broglie, bei dem er 1935 promovierte, und nach Leipzig zu Werner Heisenberg, bei dem er über Kernphysik forschte und veröffentlichte. Mit Ausbruch des Zweiten Weltkriegs kehrte er 1939 über Kopenhagen, wo er bei Niels Bohr war, nach Japan zurück. Er war Professor an der Universität Rikkyo, ging aber 1950  in die USA, wo er ab 1956 am IBM-Forschungszentrum in Yorktown Heights war.
Er befasste sich unter anderem mit Mustererkennung und Informationstheorie. Von ihm stammt eine später Zwei-Zustandsvektor-Formalismus (two-state vector formalism, TSVF) genannte Formulierung der Quantenmechanik. Nach Watanabes von der Mehrheit der Physiker nicht geteilten Meinung war die übliche Formulierung der Quantenmechanik nicht Zeitumkehr-invariant. Er führte deshalb einen zweiten Zustandsvektor ein, der von Randbedingungen in der Zukunft sich rückwärts in der Zeit entwickelt, zusätzlich zum üblichen Zustandsvektor mit Entwicklung vorwärts in der Zeit. Die Theorie wurde 1964 von Peter Bergmann, Yakir Aharonov und Joel Lebowitz wiederentdeckt und Zwei-Zustandsvektor-Formalismus genannt.
Schon in seiner Zeit bei Louis de Broglie in Paris befasste er sich mit dem Verhältnis des Zweiten Hauptsatzes der Thermodynamik und Quantenmechanik, dem Thema seiner Dissertation, in der er Ideen von John von Neumann ausbaut.
In der Mustererkennung stammt das Ugly-Duckling-Theorem von ihm.

## Schriften (Auswahl)
- Le deuxième théorème de la thermodynamique et la mécanique ondulatoire, Paris : Herman, 1935 (=Dissertation, Universität Paris)
- Knowing and guessing : a quantitative study of inference and information, Wiley 1969
- Pattern recognition : human and mechanical, Wiley 1985